# Jurica Žuža
Jurica Žuža (Zara, 4 aprile 1978) è un ex cestista e allenatore di pallacanestro croato.

## Carriera

### Giocatore
Žuža iniziò la sua carriera professionistica allo Zadar sotto la guida dell'allenatore Danijel Jusup. Dopo due anni trascorsi in biancoblù nei quali vinse la Coppa di Croazia 1998 (primo trofeo per il club nella Croazia indipendente), Žuža giocò nello Svjetlost Brod prima di tornare allo Zadar, vincendo un'altra coppa nel 2000. Trascorse la stagione 2000-2001 allo Šanac Karlovac imponendosi come miglior rimbalzista del campionato (9,3 di media), quindi nel 2001-2002 ebbe la sua prima parentesi all'estero con il passaggio ai greci dell'Iraklio Creta. Quest'annata fu il preludio al suo trasferimento al Panathīnaïkos dove fu allenato da Željko Obradović, coach con cui trionfò sia nel campionato greco che nella Coppa di Grecia. In seguito militò per una stagione nello Ionikos di Nea Filadelfia.
In vista della stagione 2004-2005 approdò nella Legadue italiana ingaggiato dai Crabs Rimini. La sua parentesi romagnola, in cui viaggiò a 7,0 punti e 4,2 rimbalzi di media in sette presenze, terminò ufficialmente il 4 febbraio 2005 quando venne ceduto a titolo definitivo al Cibona Zagabria. Con il club della capitale croata tornò anche a giocare in Eurolega pur partendo prevalentemente dalla panchina, come già avvenuto due anni prima ai tempi del Panathīnaïkos. In due anni e mezzo vinse due titoli croati.
Per il 2007-2008 tornò in Grecia, questa volta al Rethymno, dove registrò medie pari a 6,8 punti e 2,9 rimbalzi in nove partite prima di essere tagliato a dicembre. Successivamente si trasferì in Ucraina dove rimase per circa due stagioni e mezzo, la prima delle quali al Poltava e le restanti al Kryvbasbasket. Nel gennaio 2011 tornò a vestire la canotta dello Zadar, ma lasciò la squadra più o meno un mese più tardi a fronte della firma con i turchi del Tofaş Bursa. In Turchia giocò, oltre che la restante parte di quella stagione, anche l'annata 2011-2012 sempre con il Tofaş Bursa e l'annata 2012-2013 con il Trabzonspor, con cui conquistò la promozione dalla seconda alla prima lega turca. L'anno seguente volò in Qatar per far parte dell'Al-Rayyan Doha, quindi ebbe le sue ultime due stagioni da giocatore con il club lituano del Lietkabelis. Il 3 maggio 2016 annunciò infatti il ritiro dal basket giocato.

## Palmarès
- Campionato greco: 1

Panathinaikos: 2002-03
- Campionato croato: 2

Cibona Zagabria: 2005-06, 2006-07
- Coppa di Croazia: 2

Zadar: 1998, 2000
- Coppa di Grecia: 1

Panathinaikos:	2002-03